# Sovinjska Brda
 Sovinjska Brda   (olaszul: Berda di Sovignacco) falu Horvátországban, Isztria megyében. Közigazgatásilag Buzethez tartozik.

## Fekvése
Az Isztriai-félsziget északi részének közepén, Pazintól 16 km-re északra, községközpontjától 10 km-re délnyugatra fekszik.

## Története
1857-ben 142, 1910-ben 273 lakosa volt. 2011-ben 23 lakosa volt.

## Lakosság
| Lakosság változása | Lakosság változása | Lakosság változása | Lakosság változása | Lakosság változása | Lakosság változása | Lakosság változása | Lakosság változása | Lakosság változása | Lakosság változása | Lakosság változása | Lakosság változása | Lakosság változása | Lakosság változása | Lakosság változása | Lakosság változása |
| ------------------ | ------------------ | ------------------ | ------------------ | ------------------ | ------------------ | ------------------ | ------------------ | ------------------ | ------------------ | ------------------ | ------------------ | ------------------ | ------------------ | ------------------ | ------------------ |
| 1857               | 1869               | 1880               | 1890               | 1900               | 1910               | 1921               | 1931               | 1948               | 1953               | 1961               | 1971               | 1981               | 1991               | 2001               | 2011               |
| 142                | 154                | 229                | 236                | 245                | 273                | 0                  | 0                  | 249                | 211                | 196                | 131                | 82                 | 66                 | 35                 | 23                 |

## Nevezetességei
Szent Ilona tiszteletére szentelt kápolnája a korabeli források szerint 1580-ban már állt.